# Darbel-Inseln
Die Darbel-Inseln sind eine Gruppe aus einer größeren und zwei kleinen Inseln sowie einigen Rifffelsen vor der Loubet-Küste des Grahamlands auf der Antarktischen Halbinsel. Sie erstrecken sich südwestlich des Kap Bellue über 8 km entlang der Einfahrt zur Darbel Bay.
Wissenschaftler der britischen Discovery Investigations kartierten sie 1930 und nahmen die an die gleichnamige Bucht angelehnte Benennung vor. Deren Namensgeber ist der französische Vize-Admiral Laurent Marin-Darbel (1849–1928). Argentinische Wissenschaftler benannten die größte der Inseln als Isla Darbel. In Chile wird diese Inselgruppe gemeinsam mit den Owston-Inseln als Islas Quirihue zusammengefasst, deren Namensgeberin die chilenische Stadt Quirihue ist.